# Al-Mazra'a al-Qibliya
Al-Mazra'a al-Qibliya, en arabe : المزرعة القبلية, est un ancien village du gouvernorat de Ramallah et Al-Bireh en Palestine, au centre de la Cisjordanie.
Il est fusionné en 2005 avec le village d'Abu Shukhaidem pour former la nouvelle ville d'Al-Zaitounah.
Selon le recensement du bureau central palestinien des statistiques, la localité compte une population de 5 180 habitants en 2017.